# Voodoo Gang
Die Voodoo Gang ist eine Gruppe von Musikern aus verschiedenen Ländern rund um  Jean Férouze Darouiche (auch Djo genannt), der als Komponist, Gitarrist und Sänger der Band wirkt. Seit Anfang der 1990er Jahre gehört auch die Sängerin Nera Nariman zur Band. Felix Occhionero stieß 1992 als Bassist zur Gruppe. Seit 1993 hält Jan Kahlert (Ex-Amon Düül) den Rhythmus bei der Voodoo Gang.
Djo Darouiche gründete die Voodoo Gang 1983 mit seinen Brüdern Pasha und Biboul Darouiche, mit denen er bald in ganz Europa auftrat. 1986 erhalten sie einen Preis für „Best Ethno-Jazz Recording“ für die Enja Produktion The Return of the Turtle. 1984 erscheint Elephants Wedding. Die Voodoo Gang tourte bis zu ihrer Auflösung Ende der 1980er Jahre.
Anfang der 1990er erfolgte die Neugründung. Mit der seit 1993 aktuellen Besetzung erschien 2008 bei einem kleinen Münchner Label die Produktion Couleur Café auf der auch der Jazz-Saxophonist Simon Spang-Hanssen mitwirkt.